# Richard Kilty
Richard Kilty (Stockton-on-Tees, 2 settembre 1989) è un ex velocista britannico.
In carriera, sulla distanza dei 60 metri piani, ha vinto il titolo mondiale indoor a Sopot 2014 e due titoli europei indoor a Praga 2015 e Belgrado 2017.

## Progressione

### 100 metri piani
| Stagione | Tempo | Luogo      | Data      | Rank. Mond. |
| -------- | ----- | ---------- | --------- | ----------- |
| 2016     | 10"01 | Hexham     | 16-7-2016 | 27º         |
| 2015     | 10"05 | Birmingham | 7-6-2015  | 41º         |
| 2014     | 10"12 | Clermont   | 10-5-2014 | 54º         |
| 2013     | 10"10 | Hexham     | 31-8-2013 | 46º         |
| 2012     | 10"23 | Tempe      | 7-4-2012  | 118º        |
| 2009     | 10"70 | Gateshead  | 31-8-2009 |             |

### 200 metri piani
| Stagione | Tempo | Luogo          | Data      | Rank. Mond. |
| -------- | ----- | -------------- | --------- | ----------- |
| 2017     | 20"51 | Gavardo        | 4-6-2017  | 83º         |
| 2016     | 20"60 | Gainesville    | 22-4-2016 | 160º        |
| 2015     | 20"54 | Oslo           | 11-6-2015 | 111º        |
| 2014     | 20"73 | Clermont       | 26-4-2014 | 204º        |
| 2013     | 20"34 | Chaux-de-Fonds | 7-7-2013  | 32º         |
| 2012     | 20"50 | Tempe          | 7-4-2012  | 62º         |
| 2011     | 20"53 | Chaux-de-Fonds | 3-7-2011  | 59º         |
| 2009     | 20"80 | Bedford        | 31-5-2009 | 174º        |
| 2008     | 21"19 | Gateshead      | 7-6-2008  |             |

## Palmarès
| Anno                                  | Manifestazione          | Sede           | Evento      | Risultato  | Prestazione | Note                                     |
| ------------------------------------- | ----------------------- | -------------- | ----------- | ---------- | ----------- | ---------------------------------------- |
| In rappresentanza della Gran Bretagna |                         |                |             |            |             |                                          |
| 2008                                  | Mondiali U20            | Bydgoszcz      | 200 m piani | Semifinale | 21"56       |                                          |
| 2008                                  | Mondiali U20            | Bydgoszcz      | 4×100 m     | 5º         | 39"89       |                                          |
| 2009                                  | Europei U23             | Kaunas         | 200 m piani | 7º         | 20"93       |                                          |
| 2011                                  | Europei U23             | Ostrava        | 4×100 m     | Argento    | 39"10       |                                          |
| 2013                                  | Mondiali                | Mosca          | 4×100 m     | Finale     | dq          |                                          |
| 2014                                  | Mondiali indoor         | Sopot          | 60 m piani  | Oro        | 6"49        | Miglior prestazione personale            |
| 2014                                  | World Relays            | Nassau         | 4×100 m     | Bronzo     | 38"19       |                                          |
| 2014                                  | Europei                 | Zurigo         | 4×100 m     | Oro        | 37"93       | Miglior prestazione personale stagionale |
| 2015                                  | Europei indoor          | Praga          | 60 m piani  | Oro        | 6"51        | Miglior prestazione personale stagionale |
| 2015                                  | World Relays            | Nassau         | 4×100 m     | 9º         | 38"67       |                                          |
| 2015                                  | Mondiali                | Pechino        | 100 m piani | Semifinale | 10"20       |                                          |
| 2015                                  | Mondiali                | Pechino        | 4×100 m     | Finale     | dnf         |                                          |
| 2016                                  | Europei                 | Amsterdam      | 100 m piani | Finale     | dq          | [ 1 ]                                    |
| 2016                                  | Giochi olimpici         | Rio de Janeiro | 4×100 m     | 5º         | 37"98       |                                          |
| 2017                                  | Europei indoor          | Belgrado       | 60 m piani  | Oro        | 6"54        | Miglior prestazione personale stagionale |
| 2019                                  | Europei indoor          | Glasgow        | 60 m piani  | 4º         | 6"66        |                                          |
| 2019                                  | Mondiali                | Doha           | 4×100 m     | Argento    | 37"36       | Record europeo                           |
| 2021                                  | Giochi olimpici         | Tokyo          | 4×100 m     | dq         | 37"51       | [ 2 ] [ 3 ]                              |
| 2024                                  | World Relays            | Nassau         | 4×100 m     | 5º         | 38"45       |                                          |
| 2024                                  | Europei                 | Roma           | 4×100 m     | Batteria   | 39"60       |                                          |
| 2024                                  | Giochi olimpici         | Parigi         | 4×100 m     | Bronzo     | 37"61       |                                          |
| In rappresentanza dell' Inghilterra   |                         |                |             |            |             |                                          |
| 2014                                  | Giochi del Commonwealth | Glasgow        | 100 m piani | Semifinale | 10"27       |                                          |
| 2014                                  | Giochi del Commonwealth | Glasgow        | 4×100 m     | Argento    | 38"02       |                                          |
| 2018                                  | Giochi del Commonwealth | Gold Coast     | 200 m piani | Semifinale | 20"67       |                                          |
| 2018                                  | Giochi del Commonwealth | Gold Coast     | 4×100 m     | Oro        | 38"13       | Miglior prestazione personale stagionale |